# Pack Up
"Pack Up" é o segundo single da cantora e compositora britânica, Eliza Doolittle, gravada para o seu álbum de estréia, o epônimo, Eliza Doolittle. Foi lançado em 5 de Julho de 2010, através da editora discográfica, Parlophone.

## Recepção crítica
Nick Levine do Digital Spy deu a canção uma revisão positiva, afirmando: "Quirky É isso aí, mas o resultado também é uma música pop adorável de verão - apenas uma das muitas canções de verão que estarão no próximo álbum de Doolittle?".

## Videoclipe
O vídeo da música foi filmado na Jamaica. Ele mostra Eliza viajando para lugares diferentes dentro de uma cidade jamaicana de ônibus e moto.

## Lista de faixas
| Download digital |           |                                                               |         |  |
| N.º              | Título    | Compositor(es)                                                | Duração |  |
| 1.               | "Pack Up" | Eliza Doolittle, Prime, Woodcock, George Powell, Felix Powell | 3:11    |  |

## Desempenho nas tabelas musicais

### Posições
| Parada musical (2010)                          | Melhor posição |
| ---------------------------------------------- | -------------- |
| O campo songid é OBRIGATÓRIO PARA PARADA ALEMÃ | 49             |
| Austrália (ARIA Charts)                        | 96             |
| Bélgica (Ultratop 50 de Flandres)              | 10             |
| Bélgica (Ultratop 50 da Valônia)               | 34             |
| Dinamarca (Hitlisten)                          | 37             |
| Escócia (Scottish Singles Chart)               | 4              |
| Finlândia (Suomen virallinen lista)            | 16             |
| Irlanda (IRMA)                                 | 6              |
| Itália (FIMI)                                  | 24             |
| Países Baixos (Single Top 100)                 | 19             |
| Reino Unido (UK Singles Chart)                 | 5              |
| Suíça (Schweizer Hitparade)                    | 75             |
| União Europeia (European Singles Chart)        | 35             |